# Ð
Ð (duża litera Ð, mała litera ð; nazywana eth, eð lub edh, w farerskim: edd) – litera alfabetu staroangielskiego (anglosaskiego), używana współcześnie w języku islandzkim i farerskim. Minuskuła ð zachowała zakrzywiony kształt charakterystyczny dla średniowiecznych rękopisów, podczas gdy majuskuła Ð pisana jest obecnie z prostą laseczką (inaczej niż w średniowieczu).
W obydwu alfabetach, czyli w islandzkim i farerskim, litera ð następuje po literze d.
W języku islandzkim ð wymawiane jest jako dźwięczna spółgłoska zębowa, tak jak th w angielskim słowie „them”. W farerskim ð nie jest wymawiane, chyba że poprzedza literę r – wówczas wymawia się ją jak g. W staroangielskim ð mogło oznaczać zarówno spółgłoskę dźwięczną (jak w islandzkim), jak i bezdźwięczną. Podobnie wymawiana była litera thorn, która pojawiała się jednak o wiele częściej niż eth. W języku średnioangielskim litera eth już nie występuje.
Mała litera ð używana jest w IPA do oznaczania dźwięcznej zębowej spółgłoski szczelinowej – [ð].

## Kodowanie
| Znak                   | Ð                        | Ð                        | ð                      | ð                      |
| ---------------------- | ------------------------ | ------------------------ | ---------------------- | ---------------------- |
| Nazwa w Unikodzie      | Latin capital letter Eth | Latin capital letter Eth | Latin small letter Eth | Latin small letter Eth |
| Kodowanie              | dziesiątkowo             | szesnastkowo             | dziesiątkowo           | szesnastkowo           |
| Unicode                | 208                      | U+00D0                   | 240                    | U+00F0                 |
| UTF-8                  | 195 144                  | c3 90                    | 195 176                | c3 b0                  |
| Odwołania znakowe SGML | &#208;                   | &#x00D0;                 | &#240;                 | &#x00F0;               |
| Odwołania znakowe SGML | &ETH;                    | &ETH;                    | &eth;                  | &eth;                  |